# 徳宿城
徳宿城（とくしゅくじょう）は、茨城県鉾田市にあった日本の城。

## 歴史
平安時代末期頃、徳宿氏の初代親幹によって築城されたとされている。
桓武天皇の流を汲む常陸大掾氏一族の鹿島成幹は長男の親幹を「北部の守り」として徳宿に配し、親幹は徳宿氏を称す。徳宿氏は子孫を安房、烟田、菅野谷等に配し、文明18年（1486年）まで9代で約300年間続く。

### 落城・徳宿氏の終焉
文明18年（1486年）5月、水戸城主の江戸適雅（江戸氏）に攻められる（徳宿合戦）。江戸氏が約2000名に対し、徳宿氏は約300名の劣勢のなか、同族の大掾氏一族の援軍（約1500名）が到着する前に攻め込まれ、江戸氏に敗れ落城。城主は戦死し、徳宿氏は9代目の道幹をもって終焉となった。

### その後
現在は徳宿城址として、本丸跡は山林と神社になっており、木造の祠と石祠が建てられている。南の崖上には徳宿氏事蹟考碑が建てられている。
城址の西側の「塔の峰」と呼ばれる地には徳宿城主代々の墓があり、北東約3.3kmの常磐原から西勝下(かつおり)にかけての一帯には「合戦場」や「合戦塚」、「血流れ窪」といった戦いの惨状に由来する地名が残されている。また、那珂西城のIII郭南東角の杉林の中にこの戦での134の首級を葬ったという「首塚」がある。

主郭は南端最高所で神社境内となっており、その周囲に土塁が残っている。北の二条の空掘は、二郭の西側に位置し、低い
土塁が残され三郭がある。

## アクセス
鹿島臨海鉄道 徳宿駅から約1km（徒歩15分）。